# بچه‌های آلپ
بچه های آلپ یا بچه های کوه آلپ یا داستان آلپ با نام اصلی داستان آلپ: آنِتِ من (به ژاپنی: アルプス物語 わたしのアンネット)، (به انگلیسی: Story of the Alps: My Annette) یک مجموعه انیمه‌ی ژاپنی ۴۸ قسمتی است که توسط استودیو نیپون انیمیشن بر اساس رمانی از پاتریشیا سنت جان نویسندهٔ انگلیسی، به نام جواهرهای برف  یا بنام گنج در میان برف که در سال 1335 خورشیدی توسط انتشارات نور جهان چاپ شده است ،ساخته شده‌است. پخش آن از ۹ ژانویه ۱۹۸۳ در شبکه فوجی تلویژن آغاز شده و تا ۲۵ دسامبر ۱۹۸۳ ادامه داشته‌است.

## داستان
آنت بارنیل دختر خوش قلبی است که با پدر و برادر کوچکش، دنی به همراه عمه‌ی سالخورده‌ی پدرش در دهکده‌ای کوچک به نام روسینی‌یر در دامنهٔ کوه‌های آلپ زندگی می‌کند.
وقتی آنت تنها هفت سال داشت، مادرش را هنگام تولد برادرش دنی از دست داد. از آن به بعد چون پدرش توانایی استخدام خدمتکار را نداشت، آنت مسئولیت کارهای خانه را به دوش گرفت و با معلم مدرسه‌اش توافق کرد که در خانه بماند و از دنی مراقبت کند. اما چون به علت سن کمش، نمی توانست به خوبی از پس کارها بر بیاید پدرش نامه‌ای برای عمه‌ی خود نوشت و از او خواست تا به کمکشان بیاید. وقتی عمه (کلود)  به آنها پیوست، آنت دوباره به مدرسه بازگشت و نمرات خوبی هم به دست آورد. یک شب، دنی در شب کریسمس پنج سالگی‌اش، دمپایی پشمی خود را بیرون از خانه روی برف‌ها گذاشت تا بابا نوئل (سانتاکلوز) در آن‌ برایش هدیه بگذارد. فردا صبح، در اوج ناباوری، یک بچه قاقم در دمپایی او خوابیده بود. دنی آن را به پیشنهاد مادربزرگ کلود، کلوز نامید که یکی از نام های بابانوئل است و از آن روز آنها دوستانی صمیمی شدند.
درست بر روی تپهٔ مقابل، روبه‌روی کلبه آن‌ها، لوسین مورل، هم‌کلاسی و دوست خانوادگی آنت، به همراه مادرش و خواهر بزرگش، ماری که بیشتر اوقات برای تأمین مالی مادر و برادرش، در شهری بزرگ در یک هتل کار می‌کرد و فقط گاهی مرخصی می‌گرفت و به خانه نزد مادر و برادرش می‌آمد زندگی می‌کرد. لوسین برخلاف خواهرش، پسری تنبل است و از درس و مدرسه بیزار است و از این که مجبور است در کارهای خانه و مزرعه کمک کند و همهٔ وظایف پدرش را به گردن بگیرد، ناراحت بود. مادر و خواهرش همیشه او را به خاطر تنبلی‌اش سرزنش می‌کردند.
یک روز که آنت همراه خود آینه‌ای را که مادربزرگ کلود به او هدیه داده بود به مدرسه برده بود، لوسین به قصد شوخی، به طور ناخواسته باعث شد که آینه از دست آنت، به زمین پرتاب شود و ترک بردارد، این حادثه موجب شد که آنت سخت از او برنجد و با لوسین قهر کند. در همان روز، کلوز به طور ناخواسته باعث شکسته شدن کاردستی چوبی مورد علاقه‌ی لوسین شد و لوسین که قبلش نیز به دلیل شکستن آینه‌ی آنت با او دعوایش شده بود و عصبانی بود کلوز را از روی قفسه‌ی کاردستی‌های چوبی‌اش با ضربه به زمین پرتاب کرد و این موجب شد که کلوز به زمین بیفتد و بی‌هوش شود و این موجب رنجش دنی شد. آنت چند روز بعدش سعی کرد که با لوسین آشتی کند، ولی با واکنش بدی از سوی او رو به رو شد و این موجب شد که قهرش با لوسین تشدید یابد؛ او در جواب به دنی که از او پرسید: "چند نفر از دوستانت را برای جشن تولدت دعوت کرده‌ای؟ لوسین هم میاد؟" به او جواب داد: نه، لوسین نمیاد؛ من هیچوقت چنین بچه‌ای را دعوت نمی‌کنم! تا اینکه لوسین که در کار کنده‌کاری روی چوب مهارت بالایی داشت یک روز تصمیم گرفت که برای جشن تولد آنت، برای او یک گردنبند چوبی طرح گل و برای دنی یک مجسمه کوچک بز کوهی بسازد. فردای این اتفاق‌ها تولد آنت هم بود و دنی به تپه ای که در کنار یک دره قرار داشت و گل های زیادی هم داشت رفت تا برای تولد خواهرش یک دسته گل تهیه کند در این هنگام، لوسین گردنبند آنت را در دستمال گمشده‌ی آنت که او پیدایش کرده بود گذاشت و بز کوهی چوبی را در جیبش گذاشت و به خانه‌ی آنت رفت تا گردنبند را به او هدیه کند ولی از مادربزرگ کلود شنید که آنت خانه نیست و بنابراین، لوسین گردنبند را به همراه دستمال گمشده‌ی آنت به مادربزرگ کلود داد، همچنین از او شنید که دنی برای چیدن گل به تپه رفته است. لوسین تصمیم گرفت تا او هم به تپه برود تا با کمک دنی گل بچیند و بز کوهی چوبی را به او هدیه بدهد. در تپه، لوسین بز کوهی چوبی را به دنی هدیه داد و دنی تأیید کرد که با او آشتی کرده است؛ او به دنی گفت بیا با هم یک عالمه گل بچینیم و حلقه گلی درست کنیم و فردا در جشن تولد خواهرت آنت، آن را دور گردنش بیاندازیم اما دنی با اندوه به او گفت که بهتر است که نیای، چون خواهرم به من گفته که هیچوقت تو را برای جشن تولدش دعوت نمی‌کند!! لوسین باور نکرد و خیلی ناراحت و عصبانی شد و این حرف را تکذیب کرد و بلند سر دنی داد کشید و گفت که این دروغ است، مادربزرگ کلود به من گفت که باید حتما برای جشن تولد آنت بیایم! در حین دعوای آن‌ها، آنت به خانه آمد و مادربزرگ کلود، گردنبند و دستمال را به او نشان داد و این موجب شد که آنت لوسین را ببخشد، او گردنبند را بر گردنش انداخت و تصمیم گرفت که به تپه، نزد لوسین و دنی برود. حین دعوای دنی و لوسین، کلوز قاقم تربیت شده‌ی دنی، برای دفاع از دنی، دست لوسین را گاز گرفت و لوسین کلوز را در دست گرفت و نزدیک پرتگاه برد و گفت دنی از من معذرت بخواه وگرنه کلوز رو پرت میکنم در دره! ناگهان کلوز دست لوسین را گاز گرفت و این موجب شد که لوسین ناخودآگاه او را درون پرتگاه پرت کند، اما متأسفانه دنی برای نجات کلوز، بز کوهی چوبی را روی زمین رها کرد و به سمت دره دوید و سکندری خورد و در پرتگاه پرت شد و پای راستش شکست و بی‌هوش شد. لوسین از این موضوع بسیار وحشت‌زده و ناراحت شد، او وقتی که صدای آنت را شنید و پی برد که او به آنجا آمده است، سینه‌خیز از آنجا دور شد و وقتی متوجه شد که به اندازه‌ی کافی دور شده است و آنت نمی‌تواند او را ببیند، از جایش بلند شد و شروع به دویدن کرد و................................... .

### درونمایه
بچه‌های کوه آلپ بر اساس رمان انگلیسی جواهرهای برف ساخته شده‌است که در سال‌های بعد از جنگ جهانی دوم توسط پاتریشیا سنت جان به رشته تحریر درآمد. ترجمه این کتاب با نام بچه‌های آلپ که برگرفته از نام انیمیشن ژاپنی اقتباس شده از این کتاب است، در سال ۱۳۹۵ توسط انتشارات فرهنگ صبا و به ترجمه محمدحسین اسماعیل زاده منتشر شده است. درونمایهٔ این داستان، بخشش است. نویسندهٔ داستان در شرح زندگی خود در مورد انگیزه‌اش برای نوشتن داستان چنین می‌نویسد: «دنیا بعد از جنگ به سمت آرامش پیش می‌رفت اما همزمان با مشخص شدن قساوتها خشم و نفرت زیادی هم برانگیخته شد. به خاطرم آمد پسرانی را که از جنگ بازمی‌گشتند و با بی‌وفایی همسرانشان روبرو می‌شدند. به خاطرم آمد چهرهٔ کسانی را که از اولین نمایشگاه تصویری از شرایط مخوف بلسن و وضعیت شهرهای بمباران شده در اروپا دیدن کرده بودند. خشم و رنج کسانی که نمی‌توانستند دیگران را ببخشند، پشیمانی کسانی که نمی‌توانستند خود را ببخشند، و می‌فهمیدم که کودکان این نسل، پیش از هر چیزی، بایستی معنای بخشش را بیاموزند.»
داستان این انیمیشن، هول سه شخصیت محوری آنت، لوسین، و دنی، شکل گرفته و مفاهیم عشق، نفرت، مرگ، معلولیت، ندامت، از خودگذشتگی، بخشش، و آشتی را جستجو می‌کند. در خلال داستان موضوعات دیگری چون افکار، انگیزه‌ها، کش مکش‌ها، احساسات، و ترس‌های درونی کودکان، همچنین دعاهاو گرایش آن‌ها به دینداری (مسیحیت) به وضوح به تصویر در می‌آید.

## موسیقی تیتراژ
موسیقی تیتراژ نسخهٔ اصلی این انیمیشن به‌دست هیروسه ریوهه (به انگلیسی: Ryohei Hirose)، آهنگساز ژاپنی، ساخته شده‌است. اما در نسخه‌ای که تلویزیون ایران دوبله و پخش کرد، بخشی از موسیقی متن انیمیشن زال و سیمرغ، ساختهٔ استاد مجید انتظامی جایگزین موسیقی تیتراژ اصلی شده‌است.

## صداپیشگان نسخهٔ فارسی
- سرپرست گویندگان و
- راوی داستان: هوشنگ مرادی
- آنت: ناهید امیریان شمس‌آبادی
- لوسین: نوشابه امیری
- دنی/ برادر آنت: مریم شیرزاد، شیوا گورانی
- عمه بزرگ : فهیمه راستکار
- آقای بارنیل: مهدی آژیر
- آقای پگین: حمید منوچهری، مهدی آرین نژاد
- مادر لوسین: آزیتا لاچینی
- آقای نیکولاس: محمدعلی دیباج
- فرانسین مادر آنت: ناهید شعشعانی